# Grand Prix Formule 1 van Italië 1980
De Grand Prix Formule 1 van Italië 1980 werd gehouden op 14 september 1980 op Imola.

## Uitslag
| Positie | Nummer | Rijder                | Team            | Ronden | Tijd/Opgave     | Startplaats | Punten |
| ------- | ------ | --------------------- | --------------- | ------ | --------------- | ----------- | ------ |
| 1       | 5      | Nelson Piquet         | Brabham-Ford    | 60     | 1:38:07.52      | 5           | 9      |
| 2       | 27     | Alan Jones            | Williams-Ford   | 60     | +28.93          | 6           | 6      |
| 3       | 28     | Carlos Reutemann      | Williams-Ford   | 60     | +1:13.67        | 3           | 4      |
| 4       | 12     | Elio de Angelis       | Lotus-Ford      | 59     | +1 Ronde        | 18          | 3      |
| 5       | 21     | Keke Rosberg          | Fittipaldi-Ford | 59     | +1 Ronde        | 11          | 2      |
| 6       | 25     | Didier Pironi         | Ligier-Ford     | 59     | +1 Ronde        | 13          | 1      |
| 7       | 8      | Alain Prost           | McLaren-Ford    | 59     | +1 Ronde        | 24          |        |
| 8       | 1      | Jody Scheckter        | Ferrari         | 59     | +1 Ronde        | 16          |        |
| 9       | 26     | Jacques Laffite       | Ligier-Ford     | 59     | +1 Ronde        | 20          |        |
| 10      | 16     | René Arnoux           | Renault         | 58     | +2 Rondes       | 1           |        |
| 11      | 50     | Rupert Keegan         | Williams-Ford   | 58     | +2 Rondes       | 21          |        |
| 12      | 31     | Eddie Cheever         | Osella-Ford     | 57     | +3 Rondes       | 17          |        |
| 13      | 3      | Jean-Pierre Jarier    | Tyrrell-Ford    | 54     | Remmen          | 12          |        |
| DNF     | 15     | Jean-Pierre Jabouille | Renault         | 53     | Versnellingsbak | 2           |        |
| DNF     | 9      | Marc Surer            | ATS-Ford        | 45     | Motor           | 23          |        |
| DNF     | 11     | Mario Andretti        | Lotus-Ford      | 40     | Motor           | 10          |        |
| DNF     | 29     | Riccardo Patrese      | Arrows-Ford     | 38     | Motor           | 7           |        |
| DNF     | 4      | Derek Daly            | Tyrrell-Ford    | 33     | Ongeluk         | 22          |        |
| DNF     | 7      | John Watson           | McLaren-Ford    | 20     | Wiellager       | 14          |        |
| DNF     | 6      | Héctor Rebaque        | Brabham-Ford    | 18     | Ophanging       | 9           |        |
| DNF     | 20     | Emerson Fittipaldi    | Fittpaldi-Ford  | 17     | Ongeluk         | 15          |        |
| DNF     | 2      | Gilles Villeneuve     | Ferrari         | 5      | Lekke band      | 8           |        |
| DNF     | 23     | Bruno Giacomelli      | Alfa Romeo      | 5      | Lekke band      | 4           |        |
| DNF     | 22     | Vittorio Brambilla    | Alfa Romeo      | 4      | Spin            | 19          |        |
| DNQ     | 43     | Nigel Mansell         | Lotus-Ford      |        |                 |             |        |
| DNQ     | 30     | Manfred Winkelhock    | Arrows-Ford     |        |                 |             |        |
| DNQ     | 14     | Jan Lammers           | Ensign-Ford     |        |                 |             |        |
| DNQ     | 41     | Geoff Lees            | Ensign-Ford     |        |                 |             |        |

## Statistieken
| Pole-position | René Arnoux | Renault       | 1:33.988 |
| Snelste ronde | Alan Jones  | Williams-Ford | 1:36.089 |

## Noot
- Dit was het debuut van de Duitse coureur Manfred Winkelhock.
- Vijfde pole position voor René Arnoux.

1921 · 1922 · 1923 · 1924 · 1925 · 1926 · 1927 · 1928 · 1931 · 1932 · 1933 · 1934 · 1935 · 1936 · 1937 · 1938 · 1947 · 1948 · 1949 · 1950 · 1951 · 1952 · 1953 · 1954 · 1955 · 1956 · 1957 · 1958 · 1959 · 1960 · 1961 · 1962 · 1963 · 1964 · 1965 · 1966 · 1967 · 1968 · 1969 · 1970 · 1971 · 1972 · 1973 · 1974 · 1975 · 1976 · 1977 · 1978 · 1979 · 1980 · 1981 · 1982 · 1983 · 1984 · 1985 · 1986 · 1987 · 1988 · 1989 · 1990 · 1991 · 1992 · 1993 · 1994 · 1995 · 1996 · 1997 · 1998 · 1999 · 2000 · 2001 · 2002 · 2003 · 2004 · 2005 · 2006 · 2007 · 2008 · 2009 · 2010 · 2011 · 2012 · 2013 · 2014 · 2015 · 2016 · 2017 · 2018 · 2019 · 2020 · 2021 · 2022 · 2023 · 2024 · 2025